# USS LST-1134
O USS LST-1134 foi um navio de guerra norte-americano da classe LST que operou durante a Segunda Guerra Mundial.